# U.S. Route 61
U.S Route 61, även kallad Highway 61, eller "the Blues Highway", är en amerikansk landsväg som går norrut från New Orleans till Wyoming i Minnesota. Fram till 1991 fortsatte den till Grand Portage vid den kanadensiska gränsen. Den förekommer i ett flertal bluessånger. Bob Dylans album Highway 61 Revisited namngavs efter vägen.